# Засточе (Люблінське воєводство)
Засточе (пол. Zastocze) — село в Польщі, у гміні Аннополь Красницького повіту Люблінського воєводства.
Населення — 87 осіб (2011).
У 1975-1998 роках село належало до Тарнобжезького воєводства.

## Демографія
Демографічна структура станом на 31 березня 2011 року:
|          | Загалом | Допрацездатний вік | Працездатний вік | Постпрацездатний вік |
| -------- | ------- | ------------------ | ---------------- | -------------------- |
| Чоловіки | 45      | 8                  | 33               | 4                    |
| Жінки    | 42      | 9                  | 26               | 7                    |
| Разом    | 87      | 17                 | 59               | 11                   |